# The Kreutzer Sonata
The Kreutzer Sonata er en amerikansk stumfilm fra 1915 af Herbert Brenon.

## Medvirkende
- Nance O'Neil som Miriam Friedlander.
- Theda Bara som Celia Friedlander.
- Henry Bergman som Raphael Friedlander.
- William E. Shay som Gregor Randor.
- Maude Turner Gordon som Rebecca Friedlander.